# Желдаков Григорій Олегович
Григорій Олегович Желдаков (рос. Григорий Олегович Желдаков; 11 лютого 1992, м. Москва, Росія) — російський хокеїст, захисник. Виступає за «Югра» (Ханти-Мансійськ) у Континентальній хокейній лізі
Вихованець хокейної школи «Спартак» (Москва). Виступав за МХК «Спартак», «Спартак» (Москва).
У складі молодіжної збірної Росії учасник чемпіонату світу 2012. У складі юніорської збірної Росії учасник чемпіонату світу 2010.
Досягнення
- Срібний призер молодіжного чемпіонату світу (2012).